# Buchalův chan
Buchalův chan (bulharsky Бухалов хан) je zájezdní hostinec (han) z období bulharského národního obrození[zdroj?] nacházející se v architektonické rezervaci Staré Karlovo v centru města Karlovo v Plovdivské oblasti v jižním Bulharsku.

## Charakteristika
Budova patří mezi nejtypičtější stavby architektonické rezervace Staré Karlovo. Postavil ji jako svůj hostinec v 19. století Kirke Buchala – Karlovský hospodský a správce. Budova se nachází v těsné blízkosti chrámu Zesnutí Bohorodičky. Buchaův chan má své důležité místo v historii města Karlovo, jelikož budova sloužila jako místo, kde probíhalo mnoho důležitých setkání včetně zasedání revolučního výboru bulharských obrozenců pod vedením Vasila Levského. Později až do 50. let 20. století zde sídlila městská knihovna a čítárna (čitalište). V současnosti budova slouží jako "Centrum řemesel a tradic", kde kromě expozic věnovaných řemeslům typickým pro karlovský region, mohou návštěvníci vidět současné řemeslníky přímo při práci.